# キム・スヒョン (脚本家)
キム・スヒョン（金秀賢、ハングル表記：김수현, 1943年1月27日 - ）は、韓国の脚本家。

## 経歴
1943年、忠清北道の清州で生まれた。本名はキム・スノク（김순옥）。1965年、高麗大学校国語国文学科を卒業した。1968年、MBCのラジオドラマ「저 눈밭에 사슴이」（あの雪原に鹿が）で脚本家としてデビューし、1970年に公開された映画『必女』で1971年第8回青龍映画賞の脚本賞を受賞した。1972年にテレビドラマの脚本を書き始め、MBCで放送された『새엄마』（継母）で1973年第1回韓国放送大賞脚本賞を受賞し、同じくMBCの『신부일기』（新婦日記）が1975年韓国放送大賞最優秀作品賞を受賞した。他に1980年と1981年に百想芸術大賞テレビ部門の脚本賞を受賞するなど多くの作品が高く評価された。1991年から1992年にかけてMBCで放送され、韓国における連続テレビドラマの平均視聴率歴代1位である約60パーセントを記録した『사랑이 뭐길래』（仮訳：「愛が何だ」）など人気作品を多く作った。1987年から1995年まで韓国放送作家協会の理事長を務めた。

## 主な作品

### 映画
- 必女（朝鮮語版、英語版）（脚本、1970年）[5]
- 憎くても もう一度（朝鮮語版）（原作、脚本、2001年）[9]

### テレビドラマ
- 虹（朝鮮語版）（脚本、1972年、MBC）[6]
- 継母（朝鮮語版）（脚本、1972年-1973年、MBC）[6]
- 新婦日記（朝鮮語版）（脚本、1975年-1976年、MBC）[6]
- 고독한 관계（脚本、1979年、TBC）[10]
- 입춘대길（脚本、1980年）[11]
- 옛날 나 어릴적에（脚本、1981年）[12]
- 愛が何だ（仮訳）（朝鮮語版）（脚本、1991年-1992年、MBC）[7]
- 青春の罠（朝鮮語版）（脚本、1999年、SBS）[9]
- 은사시나무（脚本、2000年、SBS）[13]
- 私の恋人、誰かしら（朝鮮語版）（脚本、2002年、KBS2）[9]
- 完全なる愛（朝鮮語版）（脚本、2003年、SBS）[9]
- 拝啓、ご両親様（脚本、2004年、KBS2）[9]
- 雪の花（朝鮮語版）（原作、2006年、SBS）[9]
- 愛と野望（朝鮮語版）（脚本、2006年、SBS）[9]
- 冬鳥（朝鮮語版）（原作、2007年、MBC）[9]
- 私の男の女（朝鮮語版）（脚本、2007年、SBS）[9]
- 母さんに角が生えた（脚本、2008年、KBS2）[9]
- 美しき人生（脚本、2010年、SBS）[9]
- 千日の約束（脚本、2011年、SBS）[9]
- 限りない愛（朝鮮語版）（脚本、2012年-2013年、JTBC）[9]
- 3度結婚する女（朝鮮語版）（脚本、2013年-2014年、SBS）[9]

## 受賞歴
- 1971年、第8回 青龍映画賞 脚本賞、『必女（朝鮮語版、英語版）』[5]
- 1973年、第1回 韓国放送大賞 脚本賞、『새엄마』（継母）[6]
- 1975年、韓国放送大賞 最優秀作品賞、『신부일기』（新婦日記）[6]
- 1980年、第16回 百想芸術大賞 TV脚本賞、『고독한 관계』[10]および『입춘대길』[11]
- 1981年、第17回 百想芸術大賞 TV脚本賞、『옛날 나 어릴적에』[12]
- 2001年、第37回 百想芸術大賞 TV脚本賞、『은사시나무』[13]
- 2005年、韓国放送大賞 作家賞、『拝啓、ご両親様』[6]
- 2005年、韓国放送作家協会 作家賞、『拝啓、ご両親様』[6]
- 2008年、ソウルドラマフェスティバル 今年の大韓民国代表作家[4]
- 2010年、第5回 虹 人権賞、『美しき人生』[6]
- 2010年、第6回 世界を明るくした人々 放送部門、『美しき人生』[6]
- 2012年、第3回 大衆文化芸術賞 銀冠文化勲章、『限りない愛』[6]